# 立原透耶
立原透耶（たちはらとうや）（1969年—），日本北海道北星学园大学文学部副教授，原名山本範子，学者、翻译家、幻想小说作家。

## 生平
曾留學中國，活跃于中日幻想文学交流，出席过目前举办的全部两次全球华语科幻星云奖和2007年于成都举办的世界科幻大会。爱好猫，患有纤维肌痛慢性疲劳综合征。 
现有中文小说《青铜神裔》出版。